# Samuel Henzi
Samuel Henzi, né en 1701 à Bümpliz, près de Berne, et décapité le 17 juillet 1749, est un poète et révolutionnaire suisse.

## Biographie

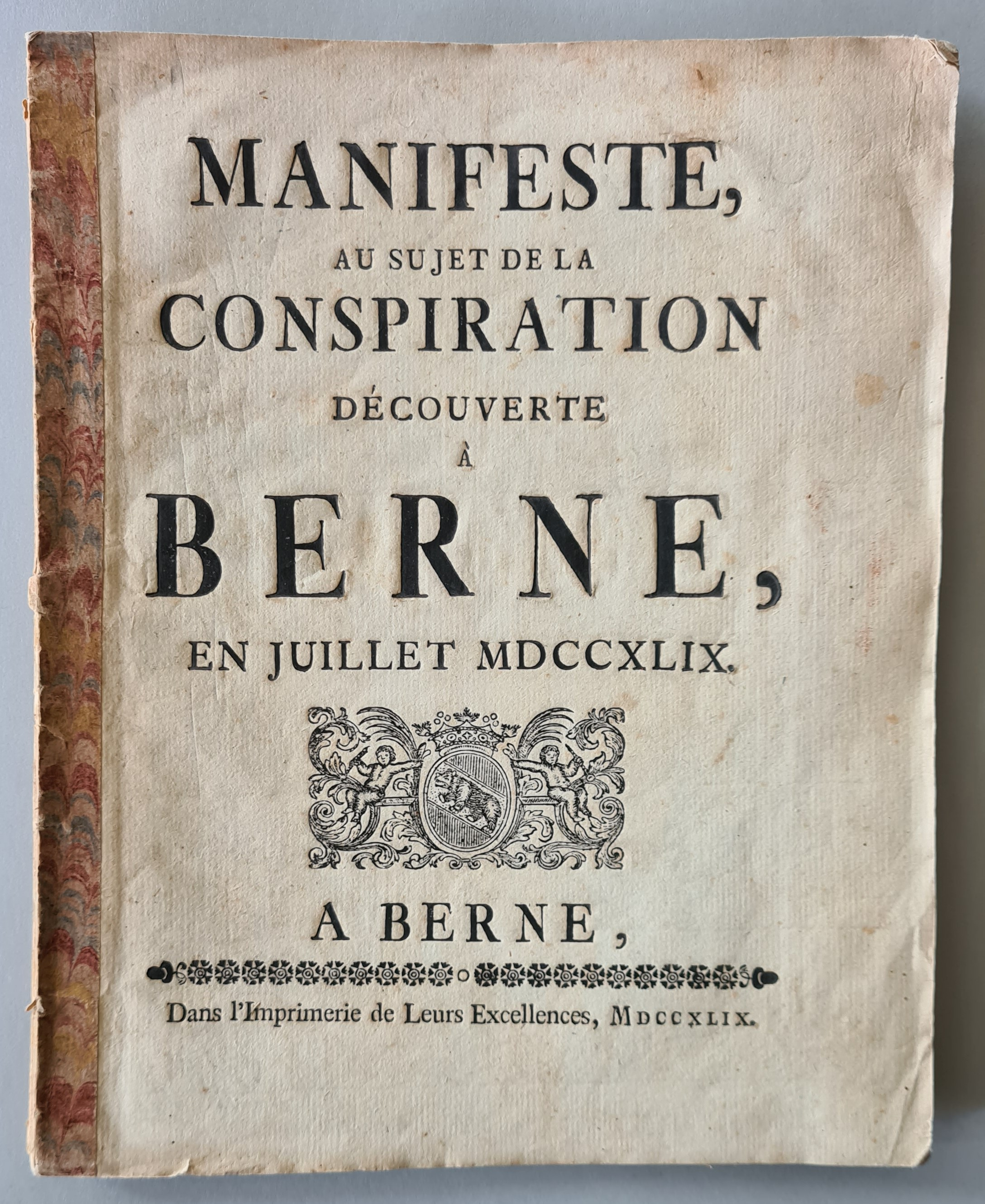
Manifeste au sujet de la conspiration découverte à Berne, en juillet 1749 (1749)

Fils d’un pasteur de campagne, d’origine bourgeoise, Henzi fut d’abord placé dans l’administration bernoise des sels. Entré ensuite au service du duc de Modène, il en revint au bout de quelques années avec le grade de capitaine et devient précepteur de Samuel König et probablement de Julie Bondeli. Ce fut alors qu’il se mit à la tête de quelques citoyens mécontents des empiètements de la noblesse, et qu’il signa avec vingt-six autres Bernois une adresse au gouvernement tendant à réformer le système électoral et à réclamer l’ancienne constitution octroyée par Bertold de Zähringen, qui assurait au peuple une représentation démocratique.
Les signataires de ce mémorial furent bannis, les uns pour deux ans, d’autres pour six mois, Henzi pour cinq ans. Il se réfugia à Neuchâtel, où il reprit ses occupations littéraires. Gracié avant l’expiration de sa peine, il rentra à Berne, et se mit sur les rangs pour obtenir la place de bibliothécaire à la bibliothèque publique. Mais un jeune homme de dix-huit ans, appartenant à une famille puissante, l’emporta sur lui.
Aigri par tant d’injustices, Henzi se joignit à un groupe de mécontents qui voulaient renverser le gouvernement, établir une dictature et substituer l’ancien ordre de choses conforme à la loi constitutionnelle au système oligarchique. Henzi, ainsi que les conjurés qui, comme lui, se distinguaient par la supériorité des lumières et du savoir, était d’avis de joindre la modération à l’énergie. Mais ces hommes furent bientôt débordés par ceux dont les mœurs déréglées et la fougueuse ambition s’arrangeaient mieux des mesures de violence. « Il faut, disaient-ils, reconquérir le fleuron de la liberté l’épée et non la plume à la main ! »
L’exécution du plan des conjurés était fixée au 13 juillet 1749. Leur nombre s’élevait déjà à soixante, lorsque Henzi songea à s’éloigner d’eux, prévoyant que leur perversité, leur imprudence et leur manque d’accord finiraient par les trahir. Au moment où il se disposait à fuir, il fut saisi et jeté en prison avec deux de ses complices. Les autres s’échappèrent, et le bruit des violences qu’ils complotaient ne tarda pas à s’exagérer.
Paraissant le plus coupable de tous, Henzi fut condamné à mort. Il monta sur l’échafaud avec courage, après avoir vu tomber les têtes de ses deux amis, Fueter et Wernier. Tous les autres conjurés furent bannis de la Suisse, ainsi que l’épouse de Henzi, qui au moment de quitter Berne s’écria en s’adressant au peuple assemblé : « Si je savais que mes enfants ne dussent pas un jour venger le sang de leur père, les flots de l’Aar les engloutiraient à l’instant ! ».
De fait, Henzi a laissé un fils du nom de Rodolphe, né à Berne en 1731, mort à La Haye en 1803, qui obtint un poste auprès du stadhouder, dernier prince d’Orange, devint gouverneur des pages et vengea noblement la mémoire de son père en se faisant le protecteur des Suisses habitant la Hollande.

## Publications
Henzi a laissé un volume intitulé : Messagerie du Pinde, contenant des couplets, des épigrammes, des odes, dont l’une à la gloire de Frédéric le Grand, des chansons et une satire sous le nom de Misodem. Son drame Grisler ou l’ambition punie, sur Hermann Gessler et Guillaume Tell a été publié anonymement à titre posthume en 1762. Il avait soutenu Bodmer dans sa polémique contre Gottsched. Lessing a fait de Henzi le héros d’une tragédie inachevée.